# Lithospermum
Lithospermum és un gènere de plantes amb flors dins la família Boraginàcia. Compta amb unes 60 espècies i té el centre principal a la regió Mediterrània. Són plantes herbàcies o petits arbusts que estan àmpliament distribuïts pel món excepte a Australàsia. El nom del gènere significa llavors de pedra.
Algunes espècies com Lithospermum arvense, de vegades esw classifica dins el gènere Buglossoides, però aquest gènere s'ha incorporat a Lithospermum per treballs com la revista Flora of China.
Lithospermum officinale, és natiu d'Europa mentre que Lithospermum caroliniense, és natiu d'Amèrica del Nord. Lithospermum purpurocaeruleum té una distribució latesubmediterrània (de centre europa fins mesopotàmia).
Les fulles de Lithospermum les mengen les erugues de certs lepidòpters com Ethmia pusiella en Lithospermum officinale.

## Algunes espècies
- Lithospermum apulum - sinònim Neatostema apulum del Mediterrani
- Lithospermum arvense -
- Lithospermum californicum - Califòrnia
- Lithospermum canescens -
- Lithospermum caroliniense - Carolina
- Lithospermum confine - Arizona
- Lithospermum erythrorhizon - Zicao
- Lithospermum incisum -
- Lithospermum multiflorum -
- Lithospermum officinale - Europa
- Lithospermum prostratum
- Lithospermum purpurocaeruleum -
- Lithospermum ruderale -
- Lithospermum viride -